# Sagittifera sagittifera
Sagittifera sagittifera är en plattmaskart som först beskrevs av Ivanov 1952.  Sagittifera sagittifera ingår i släktet Sagittifera och familjen Sagittiferidae. Inga underarter finns listade i Catalogue of Life.